# Секст Карміній Вет (консул 150 року)
Секст Карміна Вет (лат. Sextus Carminius Vetus — римський державний діяч другої половини II століття.
Його батьком був консул 116 року Секст Карміній Вет. У 150 році Вет займав посаду ординарного консула з Марком Гавієм Сквіллою Галліканом за правління імператора Антоніна Пія.